# Extensible Stylesheet Language – Formatting Objects
XSL-FO (Extensible Stylesheet Language – Formatting Objects) ist eine XML-Auszeichnungssprache, die beschreibt, wie Text, Bilder, Linien und andere grafische Elemente auf einer Seite angeordnet werden.
Mit XSL-FO kann man Dokumente nicht nur für die Darstellung auf Bildschirmen formatieren, sondern auch für qualitativ hochwertige Druckerzeugnisse auf Papier.
Mit XSL-FO können Dokumente sogar für das Vorlesen über einen Sprachsynthesizer formatiert werden.
XSL-FO ist ein Teil der XSL-Spezifikation des W3C.

## Eigenschaften
XSL-FO ist eine darstellende Auszeichnungssprache, die ihre Wurzeln in DSSSL hat und zeitweise mit CSS parallel entwickelt wurde. Die entscheidenden Unterschiede zwischen XSL-FO und CSS sind das Seitenmodell (Bereiche in XSL-FO, Box-Model in CSS) und das Prozessmodell (zweistufige Verarbeitung unter Nutzung von XSLT und danach die Layoutierung mit XSL-FO-Formatierern einerseits und die Ad-hoc-Formatierung mit CSS-Renderern andererseits).
XSL-FO enthält Elemente und Attribute für folgende Aspekte:
- Regionen, Ränder und Bereiche einer Seite,
- Breite und Höhe von Seiten,
- Abfolge von Seiten,
- Seitennummerierung,
- Rahmen, Abstände, Spalten und Blöcke,
- Absätze, Listen und Tabellen,
- Textformatierung wie Satzformate und Trennung,
- Linien, Bilder und andere Objekte
- und vieles mehr.

Die Liste ist, speziell im Hinblick auf XSL 1.1, bei weitem unvollständig.
XSL-FO wurde nicht für die Textverarbeitung, sondern für den professionellen Druck entwickelt, weshalb der Funktionsumfang dieser beiden Techniken nur schwer zu vergleichen ist.
Nimmt man zu XSL-FO jedoch XSLT als Transformationssprache hinzu, können viele Funktionen heutiger Textverarbeitungssysteme mit den beiden Sprachen nachgebildet werden.
Dabei hat man jeweils eine Sprache für Darstellung (durch XSL-FO) und Verarbeitungslogik (XSLT), Textverarbeitungssysteme fassen beide Aufgabenbereiche meist in einer Sprache und an einer Stelle zusammen.
Für die Generierung von PDF, RTF, ASCII-Text und sonstigen Print-Medien aus einer XSL-FO-Datei stehen sogenannte FO-Prozessoren zur Verfügung. Ein weit verbreitetes Programm ist FOP (Formatting Objects Processor) aus dem Apache-Projekt (siehe Weblink), eine Java-Anwendung, die aus XSL-FO-Daten PDF-Dokumente erzeugt und teilweise auch Postscript und PCL unterstützt. Für .Net-Framework-Entwicklungen gibt es eine sehr eingeschränkte Portierung NFop des Java-Projekts, welche lediglich das Ausgabeformat PDF unterstützt. In vielen Industriebereichen werden jedoch kommerzielle Formatierer verwendet, die zum einen größere Teile der Spezifikation unterstützen, andererseits auch eigene Erweiterungen enthalten, die nicht Bestandteil von XSL-FO, aber für den Praxisgebrauch zwingend notwendig sind, z. B. weitere Ausgabeformate.

## Vorgehensweise

Transformation von XML-Daten in einen FO-Baum und in ein PDF-Dokument, schematische Darstellung

Der Ausgangspunkt ist ein XML-Dokument, das mittels XSLT-Stylesheets in eine XSL-FO-Datei umgewandelt wird.
Das XSLT-Stylesheet wählt aus dem Ursprungsdokument die erforderlichen Elemente aus und transformiert sie in eine Kombination aus XSL-FO-Elementen und -Attributen (den FO-Baum).
Diese legen das Erscheinungsbild im Zielmedium fest (beispielsweise Seitengestaltung, Gestaltung von Spalten, Listen, Tabellen usw.).
Dieser Vorgang wiederholt sich, bis das Ursprungsdokument vollständig abgearbeitet ist.
In einem zweiten Schritt erzeugt ein geeigneter Formatierer (auch FO-Prozessor genannt) die gewünschte Zieldatei (z. B. PDF, RTF oder PostScript).

## Beispiel
Folgendes Beispiel definiert eine DIN-A4-Seite mit dem Text Hallo Welt!:
```
<?xml version="1.0"?>

<fo:root
 
xmlns:fo=
"http://www.w3.org/1999/XSL/Format"
>

  
<fo:layout-master-set>

    
<fo:simple-page-master
  
master-name=
"myA4page"

                            
page-width=
"210mm"
 
page-height=
"297mm"
>

      
<fo:region-body
 
region-name=
"xsl-region-body"
  
margin=
"2cm"
/>

    
</fo:simple-page-master>

  
</fo:layout-master-set>

  
<fo:page-sequence
  
master-reference=
"myA4page"
>
   
<!-- (in Versionen < 2.0 "master-name") -->

    
<fo:flow
 
flow-name=
"xsl-region-body"
>

      
<fo:block>
Hallo
 
Welt!
</fo:block>

    
</fo:flow>

  
</fo:page-sequence>

</fo:root>

```